# The Other Side of the Wind
The Other Side of the Wind este un film experimental americano-francezo-iranian semi-documentar regizat, co-scris și co-montat de Orson Welles, care a fost lansat în 2018 după mai mult de 40 de ani de dezvoltare. În rolurile principale joacă actorii John Huston, Bob Random, Peter Bogdanovich, Susan Strasberg și Oja Kodar. Filmările au început în 1970 la ceea ce Welles credea că va fi revenirea sa în forță la Hollywood; filmările au stagnat din 1976. Welles a continuat să lucreze cu intermitențe la acest film în anii 1980, dar problemele legale, financiare și complicațiile politice au dus la împiedicarea finalizării filmului.

## Prezentare
Este ultima zi a lui Jake Hannaford, un bătrân regizor de la Hollywood care este ucis într-un accident de mașină la împlinirea vârstei de 70 de ani.
Cu puțin timp înainte de moartea lui, Hannaford încerca să-și reînvie cariera în declin realizând un film strigător, plin cu scene gratuite de sex și violență, cu rezultate mixte. În timpul petrecerii de aniversare a lui Hannaford este prezentat acest film, intitulat The Other Side of the Wind care a rămas neterminat.

## Distribuție
- John Huston -  Jake Hannaford
- Oja Kodar -  Actrița
- Robert Random -  John Dale
- Joseph McBride -  Domnul Pister
- Susan Strasberg -  Juliette Riche
- Peter Bogdanovich -  Brooks Otterlake
- Tonio Selwart -  „Baronul”
- Lilli Palmer -  Zarah Valeska
- Howard Grossman -  Domnule Higgam
- Norman Foster -  Billy Boyle
- Mercedes McCambridge -  Maggie Noonan
- Cathy Lucas -  Mavis Henscher
- Cameron Mitchell -  Zimmer
- Paul Stewart -  Matt Costello

## Producție
Welles a început sa filmeze The Other Side of the Wind în 1970. Kodar afirmă că a scris scenariul împreună cu Welles, deși acesta este datat de la începutul anilor 1960 ca un proiect al lui Welles conceput inițial cu Keith Baxter și Anthony Perkins în rolurile principale. Cu un scenariu care are loc la petrecerea aniversării a 70 de ani a unui bătrân regizor de film, The Other Side of the Wind a fost gândit ca un portret cinic al Hollywood-ului din anii 1970- parodiind sfârșitul studiourilor majore, precum și pe noii producători de film din New Hollywood, dar și diferiți regizori din Europa. Filmările, care includ o scenă în care Kodar face sex cu Bob Random într-un break, au durat ani de zile și nu au fost finalizate până în 2018 (aproape 50 de ani mai târziu).
The Other Side of the Wind a fost finalizat după mai mult de 40 de ani de dezvoltare și a fost în cele din urmă lansat în 2008. Celelalte filme nu au fost niciodată completate din motivele explicate în documentar.
În aprilie 2015, cartea lui Josh Karp, Orson Welles's Last Movie: The Making of The Other Side of the Wind (Ultimul film al lui Orson Welles: Producția filmului The Other Side of the Wind) a redat un portret nefavorabil al lui Kodar, cu numeroase persoane (investitori, avocați, directori și alții) care au fost implicate în filmul neterminat (în cele din urmă finalizat și lansat în 2018) începând cu anul 1999, toate au dezvăluit o variantă asemănătoare în care Kodar a încercat să întârzie cât mai mult finalizarea filmului prin: renunțarea la acorduri; asmuțirea investitorilor unul împotriva celuilalt; cumpărarea în secret a unor tranzacții mai bune și schimbări bruște de plan în momentele critice. Acțiunile lui Kodar au determinat un avocat al familiei Boushehri, co-proprietar al filmului, să scrie într-un memoriu din 2007: „Noi am așteptat mulți ani pentru ca ea să fie de acord cu o afacere... Sentimentul meu personal este că ea este incapabilă să încheie o înțelegere cu oricine... Clientul nostru nu a fost niciodată problema, Kodar a fost.”
Regizorii Peter Bogdanovich și Henry Jaglom și scriitorul Joseph McBride – cu toții apărând pe genericul filmului The Other Side of the Wind – au confirmat faptul că Oja Kodar a avut în diverse momente deraieri în încercarea de a finaliza filmul.
Un plan de a finaliza The Other Side of the Wind al producătorilor Filip Jan Rymsza și Frank Marshall a fost aprobat de Kodar în octombrie 2014, dar mai târziu s-a destrămat deoarece Kodar și producătorii au renegociat condițiile acordului.  Ea a semnat în cele din urmă un acord cu Rymsza, Marshall și Netflix pentru a termina filmul în 2017. O lună mai târziu, negativul filmului The Other Side of the Wind a fost transportat cu avionul din Franța la Los Angeles pentru a fi editat și pentru a fi distribuit în 2018.
Kodar a văzut o versiune brută a filmului la începutul anului 2018 și a sugerat schimbări, în special la secvențele de interior, conform editorului Bob Murawski.
Ea și-a exprimat ambivalența cu privire la finalizarea acestui film într-un interviu din iulie 2018. De ceva timp am crezut că ar fi bine să facem un documentar despre toate problemele care au apărut la The Other Side of the Wind, dar acum [...] poate că este mai bine ca filmul este deja gata.
Kodar nu a putut participa la premiera de la Festivalul de film din Veneția din cauza problemelor legate de sănătate și de familie. A fost citită o scrisoare pe care a trimis-o lui Rymsza și în care a spus printre altele: Din tot ce am auzit până acum, voi, Frank (Marshall) și Peter (Bogdanovich) ați făcut o treabă bună și vă mulțumesc tuturor.

## Legături externe
- The Other Side of the Wind la Netflix
- The Other Side of the Wind la Internet Movie Database
- Wellesnet articles on the film
- Review of film in Persian Arhivat în 30 martie 2019, la Wayback Machine. at Framative Arhivat în 14 mai 2019, la Wayback Machine.

## Vezi și
- Listă de filme produse într-o perioadă mare de timp
- Development hell